# Herbelles
Herbelles és un municipi francès situat al departament del Pas de Calais i a la regió dels Alts de França. L'any 2007 tenia 485 habitants.

## Demografia

### Població
El 2007 la població de fet de Herbelles era de 485 persones. Hi havia 183 famílies de les quals 32 eren unipersonals (20 homes vivint sols i 12 dones vivint soles), 56 parelles sense fills, 87 parelles amb fills i 8 famílies monoparentals amb fills.
La població ha evolucionat segons el següent gràfic:
Habitants censats

### Habitatges
El 2007 hi havia 190 habitatges, 181 eren l'habitatge principal de la família, 2 eren segones residències i 7 estaven desocupats. 189 eren cases i 1 era un apartament. Dels 181 habitatges principals, 160 estaven ocupats pels seus propietaris, 19 estaven llogats i ocupats pels llogaters i 2 estaven cedits a títol gratuït; 1 tenia dues cambres, 12 en tenien tres, 40 en tenien quatre i 128 en tenien cinc o més. 143 habitatges disposaven pel capbaix d'una plaça de pàrquing. A 66 habitatges hi havia un automòbil i a 104 n'hi havia dos o més.

### Piràmide de població
La piràmide de població per edats i sexe el 2009 era:
| Homes | Edats   | Dones |
| ----- | ------- | ----- |
| 0     | 95 o +  | 0     |
| 0     | 90 a 94 | 0     |
| 0     | 85 a 89 | 4     |
| 4     | 80 a 84 | 0     |
| 8     | 75 a 79 | 4     |
| 4     | 70 a 74 | 8     |
| 12    | 65 a 69 | 4     |
| 8     | 60 a 64 | 8     |
| 0     | 55 a 59 | 0     |
| 8     | 50 a 54 | 0     |
| 4     | 45 a 49 | 16    |
| 24    | 40 a 44 | 20    |
| 52    | 35 a 39 | 24    |
| 16    | 30 a 34 | 40    |
| 4     | 25 a 29 | 4     |
| 8     | 20 a 24 | 0     |
| 20    | 15 a 19 | 8     |
| 24    | 10 a 14 | 56    |
| 36    | 5 a 9   | 8     |
| 20    | 0 a 4   | 16    |

## Economia
El 2007 la població en edat de treballar era de 329 persones, 258 eren actives i 71 eren inactives. De les 258 persones actives 234 estaven ocupades (140 homes i 94 dones) i 24 estaven aturades (9 homes i 15 dones). De les 71 persones inactives 24 estaven jubilades, 26 estaven estudiant i 21 estaven classificades com a «altres inactius».

### Ingressos
El 2009 a Herbelles hi havia 183 unitats fiscals que integraven 522 persones, la mediana anual d'ingressos fiscals per persona era de 18.446 €.

### Activitats econòmiques
Dels 10 establiments que hi havia el 2007, 3 eren d'empreses de construcció, 2 d'empreses de comerç i reparació d'automòbils, 2 d'empreses de transport, 1 d'una empresa de serveis, 1 d'una entitat de l'administració pública i 1 d'una empresa classificada com a «altres activitats de serveis».
Dels 4 establiments de servei als particulars que hi havia el 2009, 1 era un paleta, 1 lampisteria, 1 electricista i 1 perruqueria.
L'any 2000 a Herbelles hi havia 18 explotacions agrícoles que ocupaven un total de 450 hectàrees.

## Equipaments sanitaris i escolars
El 2009 hi havia una escola elemental.

## Poblacions més properes
El següent diagrama mostra les poblacions més properes.